# Parkers Corner
Parkers Corner is een plaats in de Australische deelstaat Victoria, in het gebied Baw Baw Shire. Het is gelegen aan de kruising van de wegen Rawson Road and Tyers en Thomson Valley Road. Parkers Corner telt 12 inwoners (2006) en is daarmee de op een na kleinste plaats (town) in Victoria.
18 km ten noorden van Parkers Corner staat Jans Hut, een karakteristieke schaapherdershut uit het begin van de 20e eeuw. Het is een van de 13.000 monumenten op de Australische Register of the National Estate (lijst van cultureel erfgoed).